# Obniżenie Bojszowa
Obniżenie Bojszowa – region geograficzny o krajobrazie równinno-wysoczyznowym, będący częścią Wyżyny Śląskiej. Obejmuje obszar pomiędzy Gliwicami, a Kędzierzynem-Koźlem z dolinami rzek Kłodnicy i Bierawki. Lokalną osobliwością są antropogeniczne zbiorniki wodne: Dzierżno Duże, Dzierżno Małe i Pławniowice, ulokowane wzdłuż Kanału Gliwickiego. Wyszczególniony jako mezoregion z indeksem 341.16 w regionalizacji fizycznogeograficznej Polski z 2018 roku zespołu geografów pod kierownictwem Jerzego Solona.

## Środowisko przyrodnicze
Region zajmuje terytorium 362 km², wznosząc się z zachodu od poziomu ok. 185 m n.p.m. na styku z doliną Odry w Kotlinie Raciborskiej, do poziomu ok. 265 m n.p.m. przy Wyżynie Katowickiej na wschodzie. Na północy przechodzi w Chełm i Garb Tarnogórski, a na południu – w Płaskowyż Rybnicki. Od położonej centralnie wsi Bojszów pochodzi nazwa Obniżenia. Największym ośrodkiem osadniczym jest miasto Pyskowice zlokalizowane, podobnie jak mniejsze Ujazd i Sośnicowice, na obrzeżach regionu.
W pokryciu terenu przeważają lasy (60%) kompleksu Lasów Raciborskich. Mniejszość (30%) stanowią grunty rolne, uzupełnione obszarami zabudowanymi. Pod względem ukształtowania powierzchni jest to w części południowo-zachodniej równina porośnięta lasami sosnowymi na glebach bielicowych i rdzawych, które wykształciły się tu na piaskach i żwirach pochodzących z akumulacji rzeczno-lodowcowej. Część północno-wschodnia ma charakter falistej wysoczyzny z glebami płowymi osadzonymi na glinach polodowcowych, gdzie występują buk, dąb i grab.

## Różnice w podziałach geograficznych
W regionalizacji fizycznogeograficznej Polski Jerzego Kondrackiego omawiany region nie jest wyosobniony, a obszar go obejmujący jest tam częścią mezoregionu Kotliny Raciborskiej w obrębie Niziny Śląskiej. W przeprowadzonych podziałach geomorfologicznych region także nie był identyfikowany, będąc sytuowanym na styku dwóch jednostek – Niecki Kozielskiej i Wysoczyzn Przywyżynnych w ramach Kotliny Raciborskiej. Wydzielony jako osobny mezoregion i włączony do Wyżyny Śląskiej w propozycji podziału Wyżyny Śląsko-Krakowskiej autorstwa Jerzego Nity i Urszuli Mygi-Piątek (jako tzw. Obniżenie Gliwickie). Analiza rzeźby terenu wykonana przy pomocy modelowania numerycznego pokazała tutaj większą zbieżność z Wyżyną Śląską, niż z Niziną.